# اسلون استیونز
اسلون استیونز (انگلیسی: Sloane Stephens؛ زاده ۲۰ مارس ۱۹۹۳) تنیس‌باز اهل ایالات متحده آمریکا است. او در سال ۲۰۱۷ قهرمان تنیس زنان آزاد آمریکا شد.